# 史蒂芬·格里爾
史蒂文·梅肯·格里尔（英語：Steven Macon Greer，1955年6月28日—）是美國幽浮學家和前醫師，外星智慧生命研究中心和揭秘计划創辦人。也是紀錄片《天狼星》和《未曾確認》的製片人。

## 生平
出生於北卡羅來納州夏洛特市。1982年從阿帕拉契州立大學畢業。1987年東田納西州立大學醫學博士畢業。
1990年成立非營利組織外星智慧生命研究中心。1993年成立揭秘計劃。
2001年5月，揭秘計劃在華盛頓特區全國記者俱樂部舉行新聞發布會，會上有20多名來自政府部門和軍隊的見證人講述他們跟不明飛行物有關的經歷，並呼籲美國國會舉行聽證會公布不明飛行物和外星人的機密:365-366。
2013年，格里爾以見證人身分出席在華盛頓特區舉行的公民揭秘聽證會。
2018年12月，格里爾在接受RT美國台訪問時爆料稱台灣漁船曾在關島海域撈到飛碟，但立刻被美軍收回。

## 紀錄片
格里爾參與製作2013年的紀錄片《天狼星》。
之後，格里爾還集資拍攝紀錄片《未曾確認》（Unacknowledged，又譯《不被承認的存在》），該片於2017年上映，探討了外星科技和美國政府對此的保密。
2020年4月，《未曾確認》的續集《第五類接觸》（Close Encounters of the Fifth Kind）上映。

## 外部連結
- 官方网站（英文）
- 史蒂芬·格里爾的Facebook專頁
- 史蒂芬·格里爾的X（前Twitter）
- 史蒂芬·格里爾的Instagram帳戶
- 史蒂芬·格里爾在互联网电影资料库（IMDb）上的資料（英文）